# Le Pont-de-Beauvoisin (Saboia)
Le Pont-de-Beauvoisin é uma comuna francesa na região administrativa de Auvérnia-Ródano-Alpes, no departamento de Saboia. Estende-se por uma área de 1,83 km². Em 2010 a comuna tinha 2 105 habitantes (densidade: 1 150,3 hab./km²).